# GloToven
GloToven è il terzo album in studio del rapper statunitense Chief Keef e il ventottesimo di Zaytoven, pubblicato il 15 marzo 2019 dalle etichette discografiche Glo Gang e RBC Records.

## Tracce
1. 3rd Person – 2:56
2. Old Heads and Regretful Hoes – 3:34
3. Batman – 3:00
4. Ain't gonna happen – 3:38
5. Fast – 2:55
6. Spy Kid – 2:53
7. F What the Opp Said – 2:48
8. Petty – 2:34
9. Han Han – 2:59
10. Posse – 3:15
11. Sneeze – 2:56
12. What Can I Say – 3:14